# 孫準浩
孙准浩（韩语：／ Son Jun-ho，1992年5月12日—），韩国职业足球运动员，司职中前卫，现效力于忠南牙山。他曾在2022年卡塔爾世界盃的三場賽事中上陣。2021年2月，孫准浩由全北現代轉投山東泰山，成為主力球員，替球隊拿下2021年中超和足協盃的雙料冠軍，以及2022年足協盃冠軍。

## 俱乐部生涯
孙准浩在学生时代曾效力浦项制铁中学校、浦项制铁高等学校及岭南大学的校园足球队。2014年，孫准浩加入浦项制铁，正式开启职业生涯。2018年，孙准浩转会至全北现代。在全北现代效力期间，孙准浩随队连续三年获得K1联赛冠军，更于2020赛季帮助球队夺得联赛和足协杯“双冠王”，他本人也成为2020赛季K1联赛MVP 。
2021年1月6日，孙准浩在个人社交媒体宣布离开全北，加入中超球队山东鲁能泰山。一周后，全北现代正式宣布这一消息。
2021年2月14日，孙准浩正式加盟山东泰山，成為主力球員。
2022年1月4日，孫準浩随队奪得中超冠军，不過在对长春亚泰的煞科战中因为他的带球失误而導致山东队先失一球，不過在山东队肯定奪冠前提下仍然成功捧走中超冠军。
2023年5月15日，孙准浩因涉嫌非公务人员行贿，在機場被中國遼寧省公安機關帶走，在沈阳市公安局接受调查，并被刑事拘留，成為中國打擊足壇貪污案中，被帶走調查的首名外援。次日中国外交部亦证实“一名韩国公民”（指孙准浩）被刑事拘留，但表示孙涉嫌的是非国家工作人员受贿罪。2023年6月18日，据韩联社报道，孙准浩已被中国当地检察机关批准逮捕。
据韩国媒体《朝鲜体育》报道，孙准浩在结束审判后被中方释放，已于2024年3月25日返回韩国，并于6月加盟水原FC。2024年9月10日，因参与假球以及收受金敬道20萬元人民幣，孙准浩被终身禁止在中国境内参与任何与足球相关的活动。中國足協還向大韩足球协会以及国际足联和亚足联通報對孫准浩的處罰。孙准浩于9月11日在韩国召开记者会，承认收受金敬道钱款，但表示已经忘记为何收下这笔钱，还称自己受到中国执法部门的胁迫，并在发布会上当场痛哭。9月13日，水原FC终止了与孙准浩的合同。
2025年1月24日，国际足联以证据不足为由驳回了中国足协的扩大处罚范围请求，孙准浩可以继续在中国以外地区参与足球活动。2月6日，孙准浩加盟韩国职业足球联赛2俱乐部忠南牙山。

## 国家队生涯
2014年，孙准浩入选韩国U-23国家队，并随队获得2014年亚运会金牌。之后孙准浩又于2018年被征召进入韩国国家队。
2022年11月，孫准浩獲選為2022年國際足總世界盃韓國隊隊員，並在三場賽事中上陣。
2023年6月，因涉嫌犯罪被中国逮捕的孙准浩仍入选了韩国国家队大名单。

## 职业生涯统计
最後更新：2023-05-12
| 俱乐部 | 俱乐部   | 俱乐部            | 联赛 | 联赛 | 杯赛 | 杯赛 | 洲际赛事 | 洲际赛事 | 总计 | 总计 |
| 赛季   | 俱乐部   | 联赛              | 出场 | 进球 | 出场 | 进球 | 出场     | 进球     | 出场 | 进球 |
| ------ | -------- | ----------------- | ---- | ---- | ---- | ---- | -------- | -------- | ---- | ---- |
| 2014   | 浦项制铁 | 经典K联赛 →K1联赛 | 25   | 1    | 2    | 0    | 7        | 1        | 34   | 2    |
| 2015   | 浦项制铁 | 经典K联赛 →K1联赛 | 35   | 9    | 3    | 0    | —        | —        | 38   | 9    |
| 2016   | 浦项制铁 | 经典K联赛 →K1联赛 | 4    | 0    | 0    | 0    | 3        | 1        | 7    | 1    |
| 2017   | 浦项制铁 | 经典K联赛 →K1联赛 | 35   | 4    | 1    | 0    | —        | —        | 36   | 4    |
| 2018   | 全北现代 | 经典K联赛 →K1联赛 | 30   | 4    | 2    | 1    | 7        | 1        | 39   | 6    |
| 2019   | 全北现代 | 经典K联赛 →K1联赛 | 31   | 5    | 1    | 0    | 7        | 0        | 39   | 5    |
| 2020   | 全北现代 | 经典K联赛 →K1联赛 | 25   | 2    | 5    | 1    | 1        | 0        | 31   | 3    |
| 2021   | 山东泰山 | 中超联赛          | 21   | 4    | 6    | 0    | —        | —        | 27   | 4    |
| 2022   | 山东泰山 | 中超联赛          | 19   | 0    | 3    | 1    | —        | —        | 22   | 1    |
| 2023   | 山东泰山 | 中超联赛          | 6    | 0    | 1    | 0    | —        | —        | 7    | 0    |
| 总计   | 总计     | 总计              | 231  | 25   | 24   | 3    | 25       | 3        | 280  | 35   |

## 荣誉

### 俱乐部
全北现代
- K1联赛冠军：2018、2019、2020
- 韩国足协杯冠军：2020

山东泰山
- 中国足球超级联赛冠军：2021
- 中国足协杯：2021

### 国家队
韩国U-23国家队
- 亚运会金牌：2014

### 个人荣誉
- K联赛助攻王：2017
- K1联赛MVP：2020
- K1联赛最佳阵容：2020